# Drepanulatrix ruthiaria
Drepanulatrix ruthiaria är en fjärilsart som beskrevs av Sperry 1948. Drepanulatrix ruthiaria ingår i släktet Drepanulatrix och familjen mätare. Inga underarter finns listade i Catalogue of Life.